# Onyx Grand Prix
Onyx Grand Prix je nekdanje britansko moštvo in konstruktor Formule 1, ki je v prvenstvu sodelovalo med sezonama 1989 in 1989. Edini uvrstitvi moštva v točke je dosegel Stefan Johansson s tretjim mestom na Veliki nagradi Portugalske in petim mestom na Veliki nagradi Francije, oboje v sezoni 1989.

## Popoln pregled rezultatov
(legenda) (odebeljene dirke pomenijo najboljši štartni položaj)
| Leto | Šasija                 | Motor(s)    | Gume | Dirkači          | 1    | 2    | 3    | 4    | 5    | 6    | 7   | 8    | 9   | 10  | 11  | 12   | 13   | 14   | 15   | 16   | Toč | Prv |
| ---- | ---------------------- | ----------- | ---- | ---------------- | ---- | ---- | ---- | ---- | ---- | ---- | --- | ---- | --- | --- | --- | ---- | ---- | ---- | ---- | ---- | --- | --- |
| 1989 | Onyx ORE-1             | Ford DFR V8 | G    |                  | BRA  | SMR  | MON  | MEH  | ZDA  | KAN  | FRA | VB   | NEM | MAD | BEL | ITA  | POR  | ŠPA  | JAP  | AVS  | 6   | 10. |
| 1989 | Onyx ORE-1             | Ford DFR V8 | G    | Stefan Johansson | DNPQ | DNPQ | DNPQ | Ret  | Ret  | DSQ  | 5   | DNPQ | Ret | Ret | 8   | DNPQ | 3    | DNPQ | DNPQ | DNPQ | 6   | 10. |
| 1989 | Onyx ORE-1             | Ford DFR V8 | G    | Bertrand Gachot  | DNPQ | DNPQ | DNPQ | DNPQ | DNPQ | DNPQ | 13  | 12   | DNQ | Ret | Ret | Ret  |      |      |      |      | 6   | 10. |
| 1989 | Onyx ORE-1             | Ford DFR V8 | G    | JJ Lehto         |      |      |      |      |      |      |     |      |     |     |     |      | DNPQ | Ret  | DNPQ | Ret  | 6   | 10. |
| 1990 | Onyx ORE-1 Onyx ORE-1B | Ford DFR V8 | G    |                  | ZDA  | BRA  | SMR  | MON  | KAN  | MEH  | FRA | VB   | NEM | MAD | BEL | ITA  | POR  | ŠPA  | JAP  | AVS  | 0   | NC  |
| 1990 | Onyx ORE-1 Onyx ORE-1B | Ford DFR V8 | G    | Stefan Johansson | DNQ  | DNQ  |      |      |      |      |     |      |     |     |     |      |      |      |      |      | 0   | NC  |
| 1990 | Onyx ORE-1 Onyx ORE-1B | Ford DFR V8 | G    | Gregor Foitek    |      |      | Ret  | 7    | Ret  | 15   | DNQ | DNQ  | Ret | DNQ |     |      |      |      |      |      | 0   | NC  |
| 1990 | Onyx ORE-1 Onyx ORE-1B | Ford DFR V8 | G    | JJ Lehto         | DNQ  | DNQ  | 12   | Ret  | Ret  | Ret  | DNQ | DNQ  | NC  | DNQ |     |      |      |      |      |      | 0   | NC  |